# Slorok (Doko)
Slorok is een bestuurslaag in het regentschap Blitar van de provincie Oost-Java, Indonesië. Slorok telt 4145 inwoners (volkstelling 2010).